# Iná Elias de Castro
Pour les articles homonymes, voir De Castro.
 (février 2015).
Iná Elias de Castro, née en 1954, est une géographe politique brésilienne qui travaille sur la territorialité des institutions et la représentation politique, le fédéralisme, système municipal, l'échelle politique et la citoyenneté.
En 1976 elle obtient le titre de Maître en Géographie à l'Université fédérale de Rio de Janeiro (UFRJ) avec un travail sur les disparités spatiales du développement brésilien, sous l'orientation de Lysia Cavalcanti Bernardes. Depuis 1979 elle donne des cours de géographie dans cette même université. En 1989 elle termine son doctorat en sciences politiques à l'Institut universitaire d'investigation de Rio de Janeiro (IUPERJ-Tec) sous l'orientation de Sérgio Henrique Abranches avec un travail sur le mythe de la nécessité: discours et pratique du régionalisme nordestin. De 1990 à 1991, elle a fait un post-doctorat à l'Université Paris-V.
Son article le plus cité est le chapitre de livre le problème de l'échelle, publié en 1995 dans le livre Géographie: concepts et thèmes, édité conjointement avec Paulo Cesar da Costa Gomes et Roberto Lobato Correa.

## Publications
- O mito da necessidade: discurso e prática do regionalismo nordestino. Thèse de doctorat. Rio de Janeiro: Bertrand Brasil, 1992.  (ISBN 8528601579)
- O problema da escala. In: Iná Elias de Castro; Paulo Cesar da Costa Gomes; Roberto Lobato Correa (éditeurs). Geografia: conceitos e temas. Rio de Janeiro: Bertrand Brasil, 1995, p. 117-140,  (ISBN 8528605450)
- Avec Paulo Cesar da Costa Gomes et Roberto Lobato Correa (éditeurs). Brasil.: Questões atuais da reorganização do território. Rio de Janeiro: Bertrand Brasil, 1996.
- Seca versus seca: novos interesses, novos territórios, novos discursos no Nordeste. In: Iná Elias de Castro; Paulo Cesar da Costa Gomes; Roberto Lobato Corrêa (éditeurs). Brasil: questões atuais da reorganização do território. Rio de Janeiro: Bertrand Brasil, 1996, p. 283-324,  (ISBN 8528605884)
- Imaginário político e território: natureza, regionalismo e representação. In: Iná Elias de Castro; Paulo Cesar da Costa Gomes; Roberto Lobato Corrêa (éditeurs). Explorações geográficas. Rio de Janeiro: Bertrand Brasil, 1997, p. 155-196,  (ISBN 8528606260).
- Iná Elias De Castro, « Décentralisation, démocratie et représentation législative locale au Brésil », L’Espace Politique, no 3,‎ 22 décembre 2007 (lire en ligne)